# Margarethe von Merwitz
Margarethe von Merwitz (* unbekannt; † 1469 in Gernrode) war von 1463 bis 1469 Äbtissin der vereinigten Stifte von Gernrode und Frose. 

## Leben
Margarethe von Merwitz stammt aus einem unbekannten wahrscheinlich edelfreien Geschlecht. Angehörige der Familie kommen erst seit der ersten Hälfte des 14. Jahrhunderts in Gernrode vor. Wahrscheinlich haben wir es hierbei nicht mit einer Angehörigen der märkischen Familie von der Merwitz zu tun, welche ministerialen Standes war. Der Heimatort könnte vielmehr die Wüstung Merwitz im Nordthüringgau sein.
Wann genau sie geboren ist, kann nicht ermittelt werden. Sie tritt erstmals bei der Wahl der Äbtissin Agnes Schenk von Landsberg im Jahr 1425 in Erscheinung, denn zu diesem Zeitpunkt wurden die Bedingungen zur Wahl der Pröpstin Agnes zur Äbtissin schriftlich niedergelegt. Die neue Äbtissin musste, um gewählt zu werden, dem Kapitel einige Zugeständnisse machen. Dabei wurden auch die zu besetzenden Stiftsämter vergeben, und Margarethe von Merwitz wurde zur Pröpstin von Frose erhoben. Dies bedeutete, dass sie das Kloster in Frose leitete.
Sie wurde die Nachfolgerin der im Jahr 1463 verstorbenen Mechthild II. von Anhalt im Amt der Äbtissin der vereinigten Konvente der Stifte zu Gernrode und Frose. 
Über ihre Tätigkeit geben einige Urkunden Auskunft, auf denen ihr Siegel zu sehen ist. So belehnt sie nach dem Tode des Fürsten Bernhard von Anhalt am 26. September 1468 den Fürsten Georg I. von Anhalt-Zerbst und in Mitbelehnung die Fürsten Adolf und Albrecht, „mit dem Schloss Plötzkau und Zubehör, der Vogtei über Gernrode und Badeborn, Herrendienst und einen halben Zoll zu Gernrode, Gütern in Asmersleben, den Zehnten zu Frose und einem Freihof, sowie einigen Rechten in Jezer, Balberge, Pösigkau und Möllendorf und der Vogtei zu Waldau.“
Zu ihrer weiteren Tätigkeit in Gernrode ist nichts bekannt. Margarethe von Merwitz starb im Jahr 1469, ihre Nachfolgerin im Amt wurde Scholastika von Anhalt.

### Primärliteratur
- Andreas Popperodt: Historia Ecclesiae Gerenrodenses 1560, abgedruckt bei Johann Christoph Beckmann, in: Accessiones Historiae Anhaltinae (1716) u.d.T. Annales Gernrodensis.

### Sekundärliteratur
- Hans Hartung: Zur Vergangenheit von Gernrode, 1912.
- Hans Schulze, Reinhold Specht, Günther Vorbrodt: Das Stift Gernrode, 1965.
- Klaus Voigtländer: Die Stiftskirche zu Gernrode und ihre Restaurierung 1858 - 1872, 1980.
- Otto von Heinemann: Geschichte der Abtei und Beschreibung der Stiftskirche zu Gernrode, 1877.